# Processo di fusione del silicio
Il processo di fusione del silicio è una reazione di fusione nucleare molto breve che avviene nelle stelle massicce che hanno una massa di almeno 8-11 masse solari. Richiede temperature di 2,7×109 K e densità di 3×1010 kg/m³.

## Descrizione
La fusione del silicio è lo stadio finale di fusione per le stelle massicce che hanno esaurito il loro combustibile dopo la lunga permanenza nella sequenza principale del diagramma Hertzsprung-Russell. Il processo segue gli stadi precedenti di fusione dell'idrogeno, dell'elio, del carbonio, del neon e dell'ossigeno.
La fusione del silicio ha inizio quando la contrazione gravitazionale fa salire la temperatura del nucleo a valori compresi tra 2,7 e 3,5 miliardi di kelvin. La temperatura precisa dipende dalla massa della stella. Quando la stella ha completato la fase di fusione del silicio, non è più possibile un'ulteriore fusione. La stella inizia a collassare in modo catastrofico e può terminare la sua vita esplodendo come supernova di tipo II.

## Reazioni
Dopo che una stella ha completato il processo di fusione dell'ossigeno, il suo nucleo è composto prevalentemente da silicio e zolfo.
Se la massa della stella è sufficientemente alta, può contrarsi ulteriormente finché il suo nucleo raggiunge temperature dell'ordine di 2,7-3,5 miliardi di kelvin (230–300 keV). A queste temperature il silicio e altri elementi possono subire la fotodisintegrazione, emettendo un protone o una particella alfa.
Il processo di fusione continua per riarrangiamento fotodisintegrativo, che produce nuovi elementi attraverso il processo alfa (equivalente all'aggiunta di un nucleo di elio), con una sequenza di cattura che avviene con la seguente catena di reazioni:
|  | 28Si + 28Si | → | 56Ni + γ       |
|  | 56Ni        | → | 56Co + e+ + νe |
|  | 56Co        | → | 56Fe + e+ + νe |

Il processo di fusione del silicio è estremamente rapido; una stella mediamente brucia il silicio accumulato nelle fasi precedenti in un solo giorno. Questo è anche l'ultimo passo nella vita di una stella, in quanto il prodotto finale, il ferro-56, è uno isotopo estremamente stabile. La fusione non può procedere ulteriormente, se non tramite processi endotermici (quali la cattura di neutroni, vedi processo r, processo s), che richiedono per avvenire più energia di quanta ne producano.
Durante la fase di contrazione, l'energia potenziale della contrazione gravitazionale porta a un riscaldamento del nucleo della stella fino a 5 miliardi di gradi (430 keV) e questo rallenta il processo di contrazione. Tuttavia, poiché non può essere generata ulteriore energia tramite reazioni di fusione nucleare, la contrazione gravitazionale non è più compensata dalla produzione di energia e il collasso della stella avviene in pochi secondi. Questo termina con l'esplosione di una supernova e la formazione di una stella di neutroni (o anche di un buco nero, se la stella è sufficientemente massiccia). Gli strati esterni della stella vengono coinvolti nell'esplosione che porta alla formazione di una supernova di tipo II, processo che può durare da alcuni giorni a qualche mese. L'esplosione della supernova rilascia un'enorme quantità di neutroni che rende possibile la formazione, in poco più di un secondo, di nuclei più pesanti del ferro tramite il processo di cattura rapida di neutroni noto come processo r.